# Technisch-natuurwetenschappelijke Universiteit van Noorwegen
De Technisch-natuurwetenschappelijke Universiteit van Noorwegen (Noors: Norges teknisk-naturvitenskapelige universitet, NTNU) is een universiteit in de Noorse stad Trondheim. Het is de op een na grootste universiteit van Noorwegen, na de Universiteit van Oslo.
De NTNU heeft ruimt 40.000 studenten en zo'n 4.300 leden van de wetenschappelijke staf en andere werknemers. Er zijn 53 afdelingen verdeeld over 7 faculteiten. De NTNU heeft zo'n 100 verschillende onderzoekslaboratoria, waar ongeveer 2000 verschillende onderzoeksprojecten plaatsvinden. Het jaarlijkse budget van de universiteit bedraagt circa 4,4 miljard kronen (ongeveer 489 miljoen euro). De universiteit is verspreid over verschillende locaties in Trondheim. De belangrijkste campussen zijn Gløshaugen voor techniek en wetenschap en Dragvoll voor de geesteswetenschappen en sociale wetenschappen. Andere locaties zijn Tyholt voor maritieme techniek, Øya voor geneeskunde, Kalvskinnet voor archeologie, Midtbyen voor muziekwetenschappen en Nedre Elvehavn voor beeldende kunst.
De universiteit werkt nauw samen met het Noorse onderzoeksinstituut SINTEF en het academische ziekenhuis St. Olav in Trondheim. De universiteit neemt ook deel aan de universitaire samenwerkingsverbanden CESAER, de European University Association, de Santandergroep en TIME.
De NTNU onderhoudt zo'n 300 studentenuitwisselingsprogramma's met instituten in 58 andere landen en neemt deel aan uitwisselingsprogramma's op Europees niveau zoals ERASMUS en Leonardo da Vinci. Ruim 30 master-programma's worden in het Engels gegeven.
De universiteit werd gevormd in 1996, na een fusie van de in 1910 opgerichte Technische Hogeschool van Noorwegen (Norges Tekniske Høgskole) met de Universiteit van Trondheim, een in 1968 gevormd samenwerkingsverband tussen de Algemene Wetenschappelijke Hogeschool (Den allmennvitenskapelige høgskole), het natuurhistorisch museum, de geneeskundefaculteit en het conservatorium. De geschiedenis van de universiteit gaat terug tot 1760, toen het Trondheimse Genootschap (Det Trondhiemske Selskab) gesticht werd, later hernoemd tot het Koninklijke Noorse Wetenschappelijke Genootschap (Det Kongelige Norske Videnskabers Selskab).

## Bekende studenten
Enkele bekende studenten van de NTNU en de voorlopers van deze universiteit waren:
- Ivar Asbjørn Følling (1888-1973), natuurkundige en biochemicus, ontdekker van de erfelijke aandoening fenylketonurie
- Bror With (1900-1985), uitvinder en verzetsstrijder in de Tweede Wereldoorlog
- Leif Tronstad (1903-1945), pionier in het onderzoek naar zwaar water en verzetsstrijder in de Tweede Wereldoorlog
- Lars Onsager (1903-1976), ontving de Nobelprijs voor Scheikunde in 1968
- Fred Kavli (1927), Noors-Amerikaanse ondernemer en filantroop
- Ivar Giaever (1929-2025), ontving de Nobelprijs voor Scheikunde in 1973
- Ediz Hun (1940), Turks acteur, academicus en volksvertegenwoordiger
- Tove Karoline Knutsen (1951), zangeres, componiste en volksvertegenwoordiger
- Nils Petter Molvær (1960), jazztrompettist en -componist